# Isolatiepapier
Isolatiepapier is een zeer sterk gedroogd en in isolatieolie gedrenkt papier op basis van zuivere cellulose dat gebruikt wordt om elektrische wikkelingen van elkaar te isoleren.
Ondanks de sterke droging bevat dit papier toch nog zo'n 0,3% water door de sterk hygroscopische werking ervan. Tegenwoordig wordt als isolatieolie steeds meer plantaardige olie gebruikt in plaats van minerale olie vanwege onder andere de veel langere levensduur van het papier. Door de gunstige elektrische eigenschappen (hoge doorslagspanning en lage diëlektrische verliezen) wordt isolatiepapier in verschillende diktes onder meer toegepast in transformatoren en condensatoren. In het verleden werd dit papier ook veel gebruikt in kabels, maar daar is het inmiddels verdrongen door kunststoffen.
Een groot voordeel van papierisolatie in met olie gevulde elektrische installaties is dat door stalen te nemen van de elektrische olie een goed beeld kan bekomen worden van de veroudering of de depolymerisatie van de isolatie. Een dikke variant op papierisolatie is presspaan isolatie; een soort karton eveneens op basis van zuiver cellulose. Met presspaan isolatie kunnen harde vormen gemaakt worden, die gebruikt worden om isolatiestructuren te bouwen.